# حزب اتحاد ایرلند شمالی
حزب اتحاد ایرلند شمالی (انگلیسی: Alliance Party of Northern Ireland)حزب اتحاد ایرلند شمالی (APNI)، یا به سادگی اتحاد، یک حزب سیاسی لیبرال و میانه‌رو در ایرلند شمالی است. این حزب در حال حاضر سومین حزب بزرگ در مجلس ایرلند شمالی است که دارای هفده کرسی است و اخیراً پیشرفت‌هایی را به دست آورده است تا در انتخابات پارلمان اروپا در سال ۲۰۱۹، سومین رتبه را کسب کند و در انتخابات عمومی بریتانیا در سال ۲۰۱۹، سومین حزب برتر در منطقه بود. این حزب یکی از سه کرسی ایرلند شمالی در پارلمان اروپا و یک کرسی  در مجلس عوام، مجلس سفلی پارلمان بریتانی، را به دست آورد.
حزب اتحاد که در سال ۱۹۷۰ از دل جنبش نیو اولستر تأسیس شد، در اصل نماینده اتحادیه‌گرایی میانه‌رو و غیر فرقه‌ای بود. با این حال، با گذشت زمان، به ویژه در دهه ۱۹۹۰، به سمت بی طرفی در اتحادیه حرکت کرد و به نمایندگی از نگرانی های لیبرال و غیر فرقه ای گسترده تر شد. این حزب از توافقنامه جمعه نیک حمایت می کند، اما تمایل خود را برای اصلاح نظام سیاسی به سمت آینده ای غیر فرقه ای حفظ می کند، و در مجلس ایرلند شمالی، نه اتحادیه گرا و نه ملی گرا ایرلندی، بلکه "دیگری" نامیده می شود.
حزب اتحاد اولین کرسی خود را در مجلس عوام بریتانیا در انتخابات عمومی سال ۲۰۱۰ به دست آورد و پیتر رابینسون، نماینده سابق بلفاست شرقی، وزیر اول ایرلند شمالی و رهبر حزب اتحادیه دمکراتیک (DUP) را کنار زد. نائومی لانگ اولین نماینده از حزب اتحاد پس از استراتون میلز بود که در سال ۱۹۷۳ از حزب اتحاد اولستر (UUP) به این حزب پیوست. در انتخابات عمومی ۲۰۱۹، زمانی که استفن فری کرسی داون شمالی را که توسط اتحادیه مستقل، سیلویا هرمون، تصاحب شده بود، به دست آورد، اتحاد دوباره حضور خود را در مجلس عوام به دست آورد. در اوایل همان سال، نائومی لانگ، رهبر این حزب، اولین کرسی حزب را در پارلمان اروپا در آخرین انتخابات اروپا قبل از برگزیت به دست آورد. تحت رهبری لانگ، حزب اتحاد در انتخابات مجلس ایرلند شمالی در سال ۲۰۲۲ از انتظارات فراتر رفت و کرسی های متعددی در مجلس ایرلند شمالی به دست آورد.

## یادداشت ها
1. ↑  Former party leader لرد آلدردایس sits in the House of Lords with the حزب لیبرال دموکرات.